# Ujeścisko

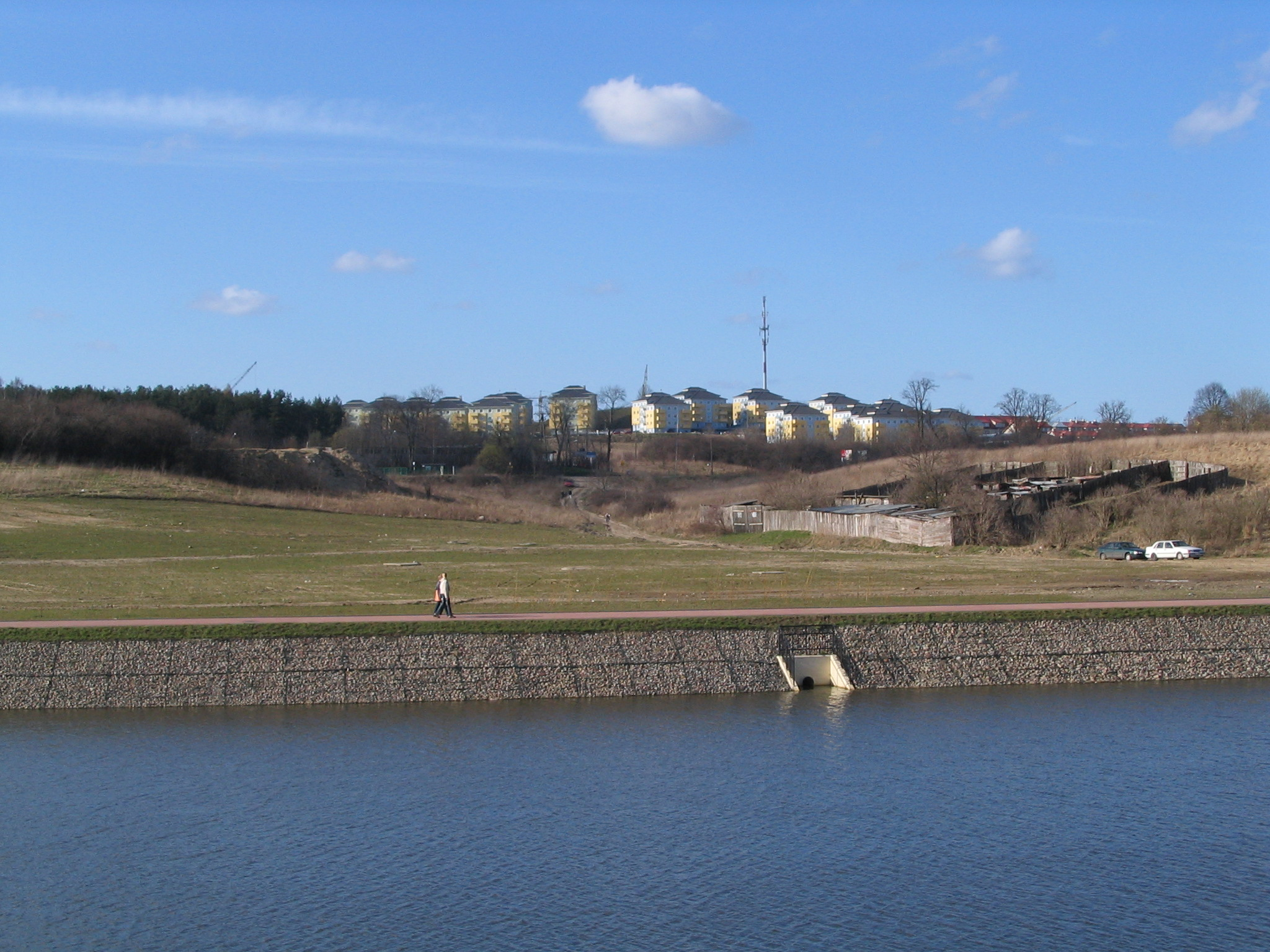
Osiedle Pogodne, część Ujeściska. Widok znad zbiornika retencyjnego na Potoku Oruńskim

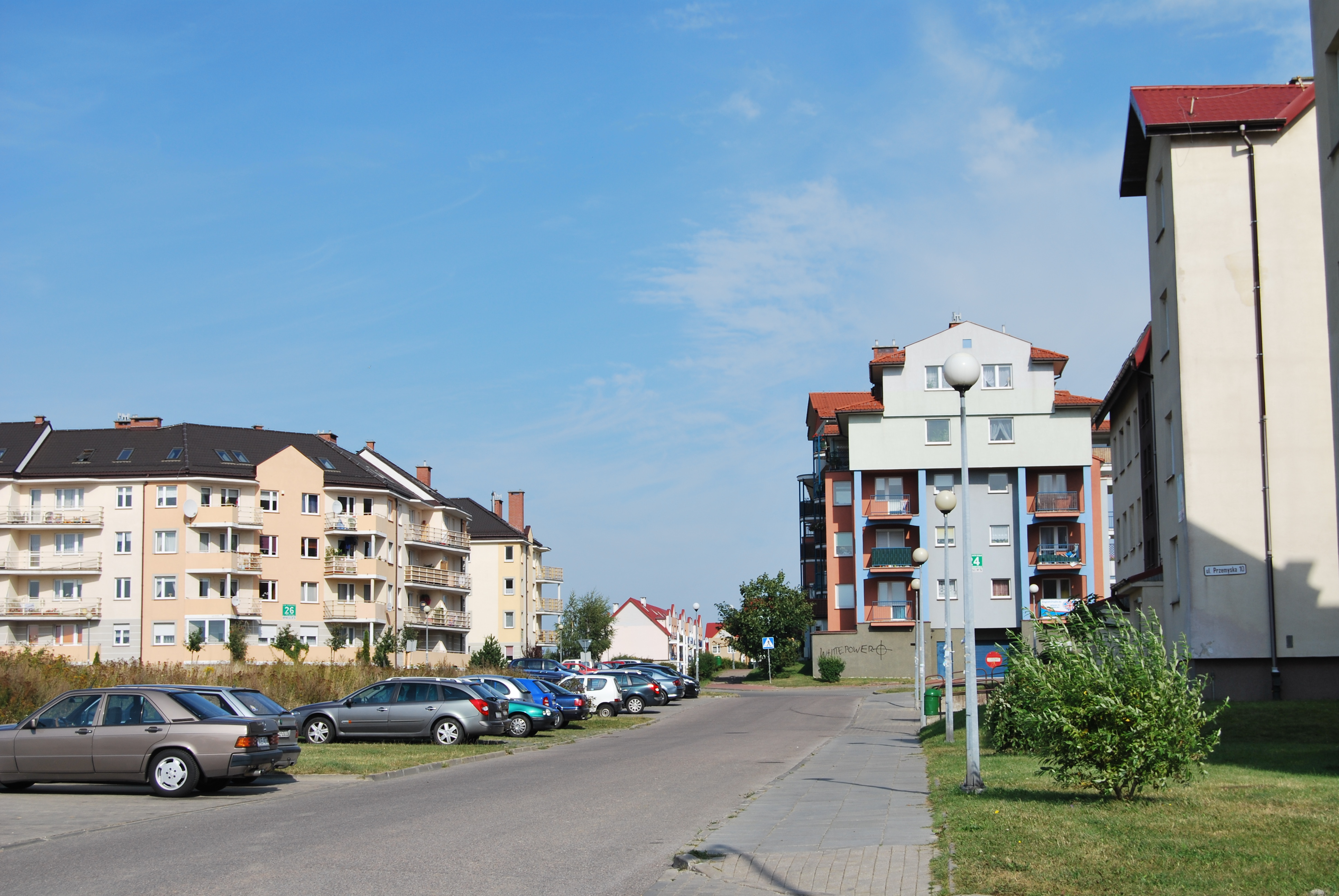
Ul. Przemyska

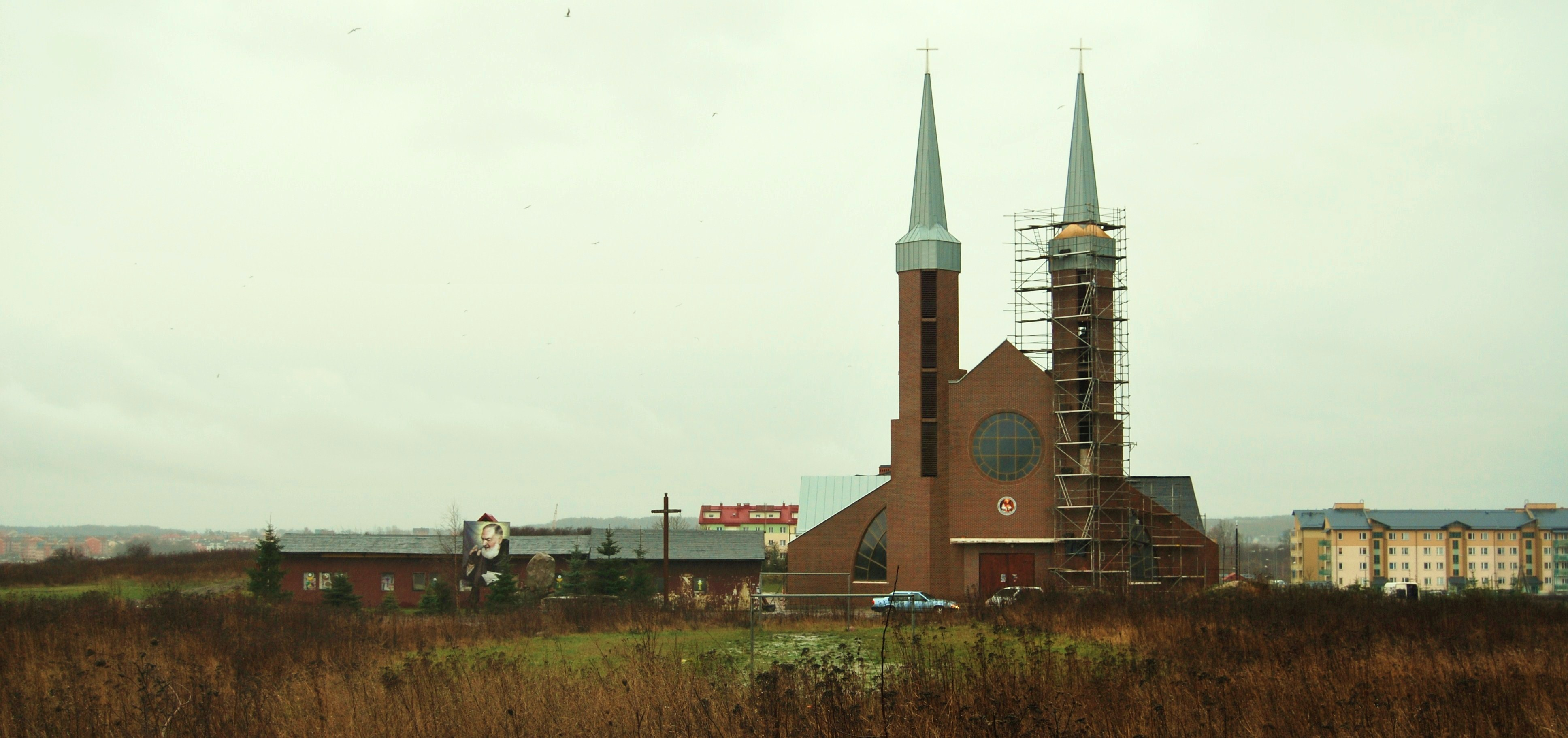
Kościół parafialny św. Ojca Pio, Gdańsk Ujeścisko, ul. Przemyska

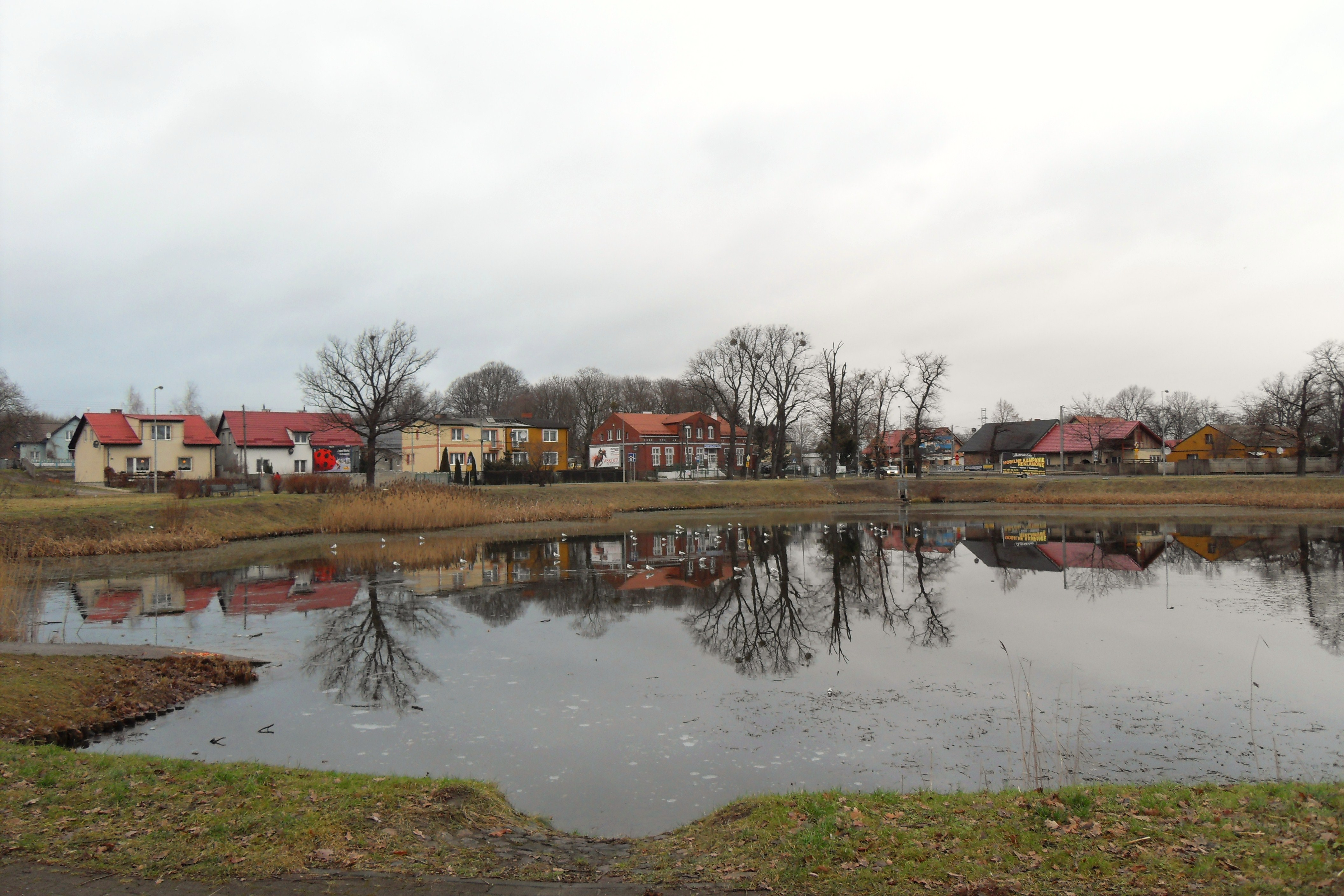
Stare Ujeścisko

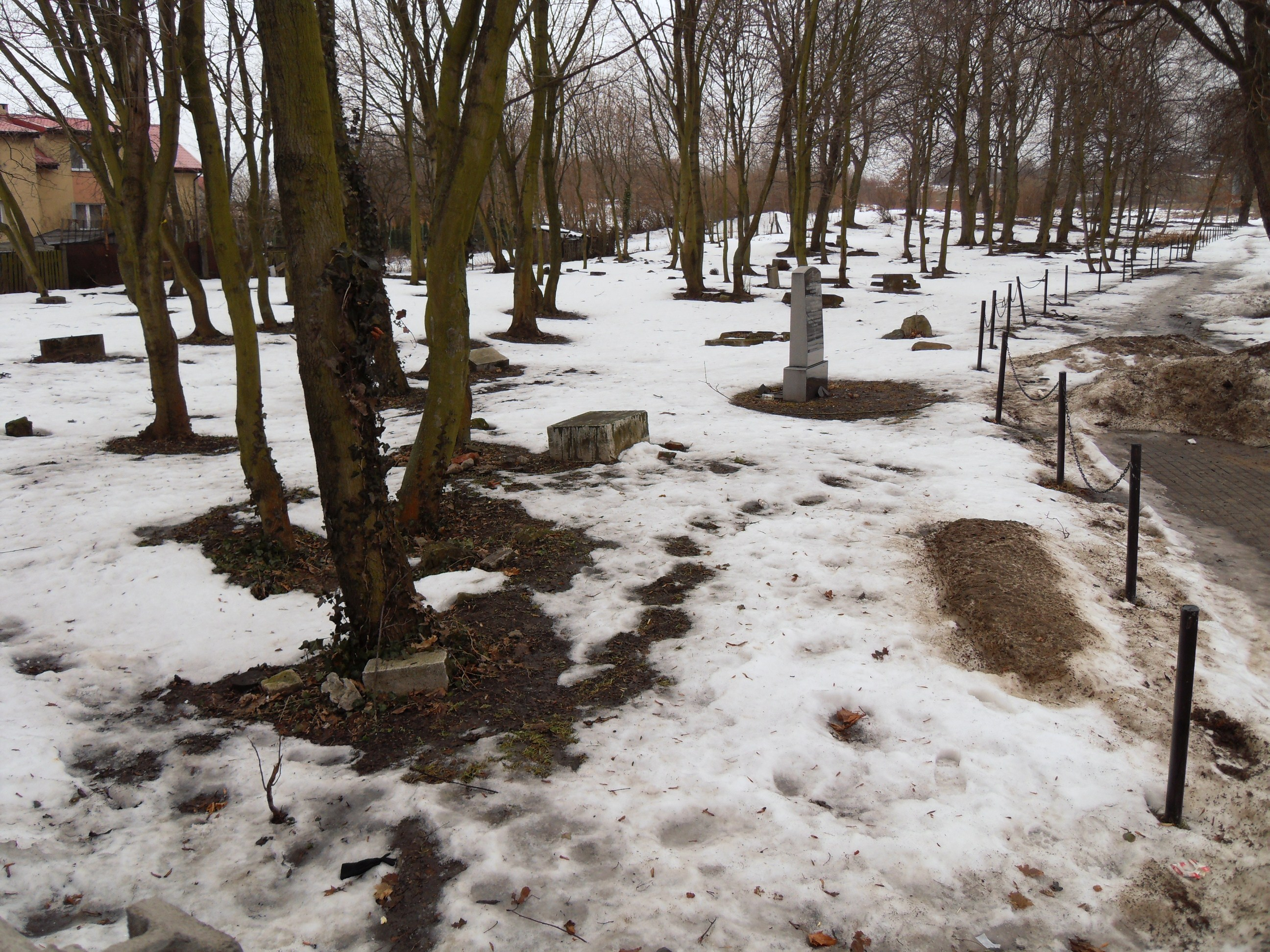
Dawny Cmentarz na Ujeścisku

Ujeścisko (kaszb. Ùjescëskò lub też Wonebarch, Wonëbarch, Wónebarch, Ùjescyskò, niem. Wonneberg) – osiedle w Gdańsku, położone na terenie jednostek administracyjnych Ujeścisko-Łostowice i Chełm, do 2010 wchodzącej w skład dzielnicy Chełm i Gdańsk Południe.

## Położenie
Ujeścisko położone jest na Górnym Tarasie Gdańska. Wysokość terenu osiedla opada delikatnie ku południu. Na południowo-zachodnim krańcu osiedla znajduje się Kozacza Góra, wzgórze morenowe.
Stare Ujeścisko to dawna zabudowa wiejska nad stawem. W skład osiedla wchodzi także Pieklisko, znajdujące się na jego północy, graniczące z Migowem.

### Sąsiednie podjednostki
- od północy: Zabornia, Migowo, Siedlce
- od wschodu: Wzgórze Mickiewicza, Chełm, Oruńskie Przedmieście
- od zachodu: Szadółki, Zakoniczyn
- od południa: Łostowice, Orunia Górna

### Osiedla mieszkaniowe
Obecnie Ujeścisko obejmuje swoim zasięgiem poniższe osiedla:
- Stare Ujeścisko (ul. Warszawska i przyległe)
- Osiedle SM Ujeścisko (przy ul. Płockiej)
- Osiedle Za słoneczną bramą
- Osiedle Pogodne
- Osiedle domów szeregowych Na Stoku
- Osiedle Piastów
- Osiedle przy ul. Jeleniogórskiej i Piotrkowskiej (czasem błędnie nazywane „Szadółkami” z powodu mieszczącej się tam SM „Szadółki”)
- Osiedle Wilanowska (ul. Rogalińska)

## Historia
Dawne nazwy: Wonnenberg (1454), Wonneberg (1874, 1938), Wujeścisko. Najstarszą, używaną jeszcze przez Polaków w czasach napoleońskich, nazwą Ujeściska była Mesthin czyli Mieścin lub Mieścino, przez Krzyżaków przemianowane na Wonneberg.
Najstarsza wzmianka pochodzi z 1454, wówczas była to wieś - patrymonium Gdańska. Wieś należąca do Gdańskiej Wyżyny terytorium miasta Gdańska położona była w drugiej połowie XVI wieku w województwie pomorskim. 
W 1807 roku miała tu miejsce potyczka między oddziałami Napoleona a armią pruską.
Ujeścisko zostało przyłączone w granice administracyjne miasta w 1973 roku. Należy do okręgu historycznego Wyżyny.
Przed rokiem 1981, kiedy przy ul. Łódzkiej rozpoczęła się budowa osiedla mieszkaniowego, Ujeścisko było osadą wiejską leżącą w granicach miasta, położoną wzdłuż ulic Warszawskiej, Kieleckiej i Lubelskiej, w pobliżu stawu.
W latach 1999–2009 powstało osiedle Pogodne (ul. Dąbrówki, Królowej Jadwigi, Anny Jagiellonki, Wawelska), składające się z 999 mieszkań. W latach 2000–2012 powstało osiedle Piastów (ul. Nieborowska, Wawelska, Wilanowska). W latach 2009–2012 zostały oddane budynki osiedla Błękitna Kaskada (w południowej części ul. Wawelskiej).
W 2021 dokonano wyboru projektanta planowanego lodowiska krytego przy Szkole Podstawowej nr 6.

## Komunikacja
Na osiedle dojeżdżają autobusy miejskie oraz linie tramwajowe.
Pod koniec 2011 roku oddano do użytku aleję Vaclava Havla. Wzdłuż niej została poprowadzona linia tramwajowa z pętlą od strony Oruni Górnej i Łostowic.